# Горяева, Любовь Витальевна
Любо́вь Вита́льевна Горя́ева (род. 24 сентября 1946, Москва, РСФСР, СССР) — советский и российский востоковед, исследователь и переводчик древних малайских рукописей. Дочь В. Н. Горяева, сестра С. В. Горяева. Член московского общества «Нусантара», индонезийского общества древних рукописей Нусантары MANASSA (Masyarakat Pernaskahan Nusantara), Президентского Совета Ассоциации Друзей Франции.

## Краткая биография
Любовь Витальевна родилась в Москве в семье известного графика-иллюстратора Виталия Николаевича Горяева.
В 1970 г. окончила индонезийское отделение Института восточных языков при МГУ им. М. В. Ломоносова. В 1970—1973 гг. училась в аспирантуре Института востоковедения Академии наук СССР. В 1975 г. защитила диссертацию «Жанры „хикайат“ и „черита пенглапур лара“ в малайской классической словесности» и получила звание кандидата филологических наук. С 1974 г. — научный сотрудник, а с 2012 г. — ведущий научный сотрудник Отдела памятников письменности народов Востока Института востоковедения.

## Научная деятельность

Л. В. Горяева выступает в Университете Малайя в августе 2013 года с сообщением о переводах малайских рукописей в России

Она осуществила научное исследование, перевод и публикацию ряда памятников малайской словесности, в том числе уникальную рукопись из собрания Санкт-Петербургского филиала Института востоковедения РАН, содержащую текст «Повести о махарадже Маракарме» — литературного памятника, принадлежащего к распространённому в малайском мире жанру волшебно-авантюрного романического эпоса «хикаят».

### Основные публикации
- Горяева Л. В. Соотношение письменной и устной традиции в малайской литературе (жанры «черита пенглипур лара» и «хикайат»). М.: «Наука», 1979.
- Повесть о Бахтиаре. Перевод с малайского. Введение, перевод, приложения, примечания Горяевой Л. М.: «Наука», 1989.
- Горяева, Любовь. «Мусульманское просвещение в современной России». — «Отечественные записки», № 5, с.395-402.
- Повесть о махарадже Маракарме. Транслитерация, перевод с малайского, исследование, комментарии, приложения Л. В. Горяевой. Факсимиле в виде CD. (Памятники письменности Востока, 129). М.: «Восточная литература» РАН, 2008[3]
- «Корона царей» Бухари ал-Джаухари — Памятники малайской книжности XV—XVII вв. Пер. с малайского, исследование, комментарии, приложения и указатели Л. В. Горяевой. «Памятники письменности Востока», CXXXVII. М.: «Восточная литература» РАН, 2011[4].
- «Повесть о победоносных Пандавах» — Памятники малайской книжности XV—XVII вв. Пер.с малайского, исследование, комментарии, приложения и указатели Л. .Горяевой. . «Памятники письменности Востока», CXXXVII. М.: «Восточная литература» РАН, 2011[4].
- Горяева, Л. В. «Литературный этикет и социальное мироустройство в малайской нарративной традиции: векторы развития». — Этикет народов Востока. Нормативная традиция, ритуал, обычаи: сборник статей / Рос. акад. наук, Ин-т востоковедения; под ред. Л. С. Васильева; ред.-сост. Н. И. Фомина. — М.: Восточная литература, 2011, с. 242—253.
- Повесть о раджах Пасея" / пер. с малайского, исследование, примеч. и прил. Л. В. Горяевой. — М. : Наука — Вост. лит., 2015. — 190 с. — (Памятники письменности Востока ; CXLIV / осн. в 1965 г. ; редкол. : А. Б. Куделин (пред.) и др.) — ISBN 978-5-02-136610-7 .
- Hikayat Pandawa Jaya (на малайском языке). Editor: Liubov Goriaeva. Издательство: Dewan Bahasa dan Pustaka (Kuala Lumpur, Малайзия), 2017. ISBN 978-983-49-0866-9. Число страниц: 431.